# ケアフィリチーズ

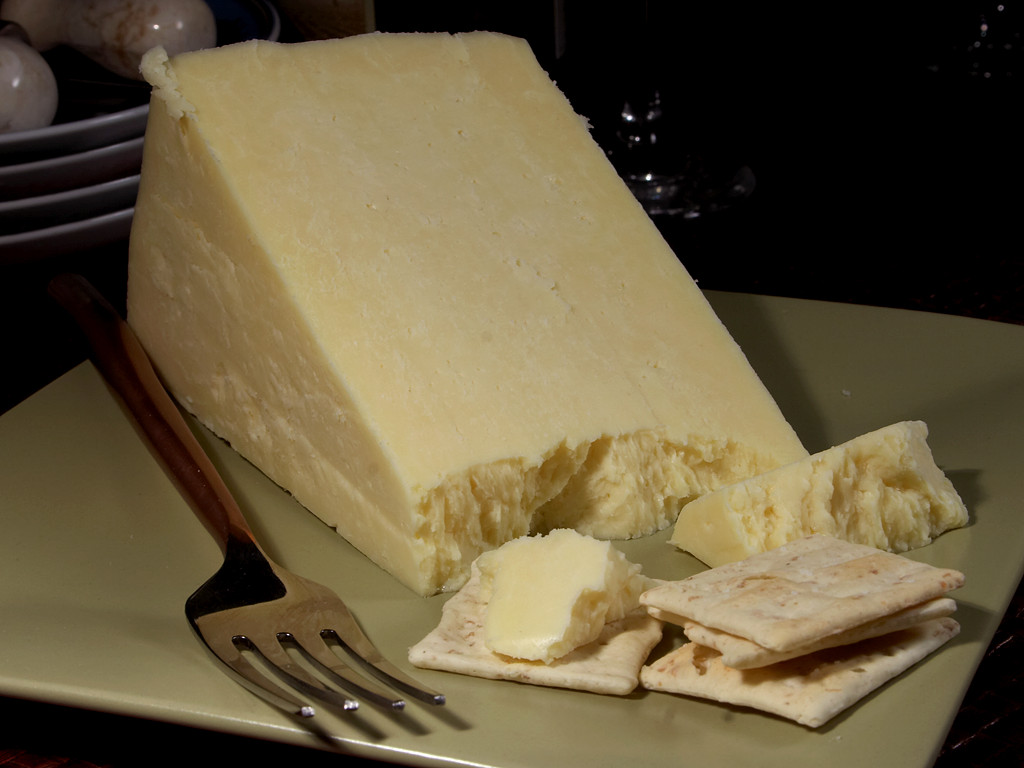
ケアフィリチーズ

ケアフィリチーズ (Caerphilly cheese) は、ウェールズの町ケアフィリ原産のハード硬質チーズ。白に近い色で脆く、牛の乳から作られる。脂肪分は約48%。